# Caradrina semiconfluens
Caradrina semiconfluens là một loài bướm đêm trong họ Noctuidae.